# Юнгозеро
Юнгозеро — пресноводное озеро на территории Кривецкого сельского поселения Пудожского района Республики Карелии.

## Общие сведения
Площадь озера — 2 км², площадь водосборного бассейна — 49,7 км². Располагается на высоте 83,2 метров над уровнем моря.
Форма озера продолговатая: оно почти на четыре километра вытянуто с запада на восток. Берега каменисто-песчаные, местами заболоченные.
Из западной оконечности Юнгозера берёт начало река Юнга, впадающая в реку Сомбу, которая является притоком реки Водлы, впадающей в Онежское озеро.
Острова на озере отсутствуют.
Вдоль северного берега озера проходит лесная дорога, проложенная не месте разобранной УЖД.
Населённые пункты вблизи водоёма отсутствуют.
Код объекта в государственном водном реестре — 01040100411102000019540.